# باغ سرخ (مشيز بردسير)
باغ سرخ (بالفارسية: باغ سرخ) هي قرية تقع في إيران في البلدة المركزية. يقدر عدد سكانها بـ 27 نسمة .